# 구월농축산물도매시장
구월농축산물도매시장(九月農畜産物都買市場)은 인천광역시 남동구 구월동에 위치한 농축산물도매시장이다. 20년 2월 27일 남촌농산물도매시장으로 이전하여 운영중이다. 특별도시계획 일환으로 구월동에서 남촌동(남촌농산물도매시장)으로 이전하였다.
버스정류장의 경우 (구)농수산물도매시장으로 정거장이 남아있으나, 2024년 10월 기준으로 부지의 용도변경으로 개발이 완료되면, 명칭이 변화될 것으로 보인다.

## 설립목적
- 소비자에게 신선한 농산물을 저렴하게 안정적으로 공급
- 생산자에게는 신속·투명한 거래로 믿고 출하할 수 있게 함
- 소비자와 생산자를 다같이 보호

## 연혁
- 1982년 6월 21일: 축산물도매시장 개장
- 1994년 1월 11일: 농산물도매시장 개장, 인천직할시 농축산물 도매시장관리사무소 개소
- 1995년 1월 1일: 인천직할시에서 인천광역시로 명칭변경에 따라 인천광역시농축산물도매시장 관리사무소로 명칭변경
- 2000년 11월 29일: 과일동 이전 개장
- 2000년 1월 2일: 구월동 농산물 도매시장법인 지정
- 2020년 2월 14일 남촌농산물도매시장 공사 준공 (예산 3,209.5 억원, 도시계획시설 시장 폐지, 이전)
- 2020년 2월 27일 구월농산물도매시장 폐장
- 2020년 3월 2일 남촌농산물도매시장 개장

## 같이 보기
- 삼산농산물도매시장
- 남촌농산물도매시장